# 中国网络媒体论坛
中国网络媒体论坛是中華人民共和國的一個探討中國網絡媒體發展的专业論壇，也是一個中国传统媒体与新兴的网络媒体、工商界人士和专家学者互相交流的平台。首届中国网络媒体论坛2001年6月22至23日在山东省青岛市举行。此後每年均會舉辦中国网络媒体论坛。該論壇由中华全国新闻工作者协会在“2000全国新闻媒体网络传播研讨会”上发出建议，由中华全国新闻工作者协会、人
民网、新华网等单位共同主办。